# Michele Marcolini
Michele Marcolini (Savona, 2 ottobre 1975) è un allenatore di calcio ed ex calciatore italiano, di ruolo centrocampista.

## Biografia
È figlio e nipote d'arte: suo nonno, Roberto Longoni, era un centrocampista e una bandiera del Savona, squadra per cui ha giocato anche suo padre, Antonio Marcolini, attivo negli anni settanta. Anche un altro suo zio, Paolo Longoni, è stato un calciatore.
Anche il figlio Diego (2005) ha intrapreso un percorso da calciatore.

## Carriera

### Giocatore

#### Gli inizi
Cresciuto nelle giovanili del Vado e del Quiliano, dopo una stagione nella Pegliese a tredici anni, a quattordici anni si trasferisce al Torino dove prosegue la trafila nelle giovanili sfiorando lo Scudetto Primavera 1994 (nella squadra in cui militavano Sottil, Graziani e Briano) perdendo la finale contro la Juventus di Del Piero, Cammarata e Manfredini.
Esordisce nel calcio professionistico nella stagione 1994-1995 nel Sora in Serie C1 dove gioca per tre stagioni totalizzando 67 presenze e realizzando tre reti.
Nella stagione 1997-1998 si è trasferito al Bari dove ha esordito in Serie A collezionando 86 presenze e cinque reti in quattro campionati.
Nella stagione 2001-2002 è passato al L.R. Vicenza in Serie B rimanendovi due stagioni per un totale di 69 presenze e 11 reti per poi andare nel 2003-2004 all'Atalanta, società in cui ha militato fino al termine della stagione 2005-2006 e con cui ha ottenuto 108 presenze con 12 reti realizzate.

#### Chievo
Nel luglio del 2006 si trasferisce al Chievo, dove disputa 25 incontri, con un gol, ma con cui retrocede in Serie B. La stagione tra i cadetti per lui è molto prolifica (7 goal) e dà un grande contributo alla squadra gialloblu per risalire in Serie A.
Nel maggio 2008 è tra i protagonisti del ritorno clivense in Serie A. Nelle stagioni successive totalizza 34 e 30 presenze. Nel 2011 scende in campo solo in 20 partite a causa dei diversi infortuni. Il 17 aprile 2011 segna un goal contro il Bologna da centrocampo.
Dopo cinque stagioni da titolare il 28 giugno 2011 il presidente del Chievo, Luca Campedelli, annuncia la fine del rapporto calcistico tra la società veronese e il calciatore che rimane, così, svincolato.

#### Padova e Lumezzane
Il 4 luglio 2011 il Padova informa che è stato definito il passaggio in biancoscudato del centrocampista, che ha sottoscritto un contratto annuale. Dopo una stagione con 34 presenze e una rete, il contratto non gli viene rinnovato, svincolandosi a parametro zero.
L'8 agosto 2012 viene ingaggiato dal Lumezzane squadra militante in Prima Divisione. Il 12 maggio 2013 si ritira dal calcio giocato, scendendo in campo per l'ultima volta nella partita contro il San Marino terminata (2-0) per la formazione lombarda.

### Allenatore
L'8 giugno 2013 diventa l'allenatore del Lumezzane, squadra militante in Prima Divisione, firmando un contratto biennale. Conclude la sua prima stagione da allenatore piazzandosi al quattordicesimo posto in campionato.
Il 12 giugno 2014 il Real Vicenza, neopromosso in Lega Pro, ufficializza il suo arrivo in panchina. Il 26 gennaio seguente viene esonerato per poi essere richiamato sulla panchina dei biancorossini il 28 febbraio, terminando la stagione al settimo posto.
Il 7 giugno 2015 diventa il nuovo allenatore del Pavia.
Il 13 dicembre 2015, dopo un periodo negativo con 4 punti in sei partite, è esonerato.
Il 24 giugno 2016 viene nominato nuovo tecnico del Santarcangelo; anche in questa occasione è seguito dal vice Davide Mandelli.
Il 2 agosto 2017 viene ammesso al corso per l’abilitazione a “Allenatore Professionista di 1ª categoria - UEFA PRO” che si svolge a Coverciano da settembre.
Il 21 novembre diventa il nuovo mister dell'Alessandria che si trova in zona playout, sostituendo Cristian Stellini.
Il 25 aprile 2018 vince la Coppa Italia Serie C dopo aver battuto per 3-1 la Viterbese Castrense. Arriva sesto nel girone A della Serie C e perde gli ottavi di finale dei play-off. Al termine della stagione lascia la squadra piemontese.
Il 15 giugno 2018 viene ufficializzato come nuovo allenatore dell'Avellino. Tuttavia è costretto a lasciare la squadra durante la preparazione estiva  dopo la mancata iscrizione della squadra biancoverde in Serie B.
Il 3 ottobre ottiene l'abilitazione da allenatore di prima categoria.
Il 27 novembre seguente sostituisce Massimiliano Alvini sulla panchina dell'AlbinoLeffe e guida la squadra al quattordicesimo posto nel girone B della Serie C.
Il 4 luglio 2019 viene nominato nuovo tecnico del Chievo, in Serie B. Il 1º marzo 2020 viene esonerato, con la squadra all'ottavo posto in classifica (37 punti in 26 partite).
Il 2 novembre 2020 viene nominato nuovo allenatore del Novara al posto dell'esonerato Simone Banchieri ma già il 14 dicembre, dopo quattro pareggi e tre sconfitte, viene esonerato per far posto al rientrante Banchieri.
Il 5 luglio 2021 viene annunciato come nuovo allenatore dell'AlbinoLeffe, tornando così in Val Seriana dopo due anni. Al termine della stagione non viene confermato.
Il 15 dicembre 2022, Marcolini viene nominato commissario tecnico e responsabile del progetto tecnico della nazionale maltese, sostituendo il connazionale Devis Mangia e firmando un contratto fino alla fine del 2024. Debutta sulla panchina di Malta il 23 marzo 2023, nella sfida di qualificazione agli Europei del 2024 in casa della Macedonia del Nord, persa 2-1. Sotto la sua guida, la squadra conclude le eliminatorie all'ultimo posto del girone, avendo perso tutti gli incontri. Nel settembre del 2024, Marcolini viene esonerato dall'incarico, a due mesi dalla scadenza prevista del suo contratto, a causa delle prestazioni deludenti riportate dalla nazionale maltese nelle partite di Nations League contro Moldavia e Andorra.

## Statistiche

### Presenze e reti nei club
| Stagione        | Squadra         | Campionato      | Campionato | Campionato | Coppe nazionali | Coppe nazionali | Coppe nazionali | Coppe continentali | Coppe continentali | Coppe continentali | Altre coppe | Altre coppe | Altre coppe | Totale | Totale |
| Stagione        | Squadra         | Comp            | Pres       | Reti       | Comp            | Pres            | Reti            | Comp               | Pres               | Reti               | Comp        | Pres        | Reti        | Pres   | Reti   |
| --------------- | --------------- | --------------- | ---------- | ---------- | --------------- | --------------- | --------------- | ------------------ | ------------------ | ------------------ | ----------- | ----------- | ----------- | ------ | ------ |
| 1994-1995       | Sora            | C1              | 22         | 0          | CI-C            | 0               | 0               | -                  | -                  | -                  | -           | -           | -           | 22     | 0      |
| 1995-1996       | Sora            | C1              | 15         | 1          | CI-C            | 0               | 0               | -                  | -                  | -                  | -           | -           | -           | 15     | 1      |
| 1996-1997       | Sora            | C1              | 30         | 3          | CI-C            | 0               | 0               | -                  | -                  | -                  | -           | -           | -           | 30     | 3      |
| Totale Sora     | Totale Sora     | Totale Sora     | 67         | 3          |                 | 0               | 0               |                    | -                  | -                  |             | -           | -           | 67     | 3      |
| 1997-1998       | Bari            | A               | 12         | 1          | CI              | 3               | 0               | -                  | -                  | -                  | -           | -           | -           | 15     | 1      |
| 1998-1999       | Bari            | A               | 26         | 1          | CI              | 2               | 1               | -                  | -                  | -                  | -           | -           | -           | 28     | 2      |
| 1999-2000       | Bari            | A               | 27         | 2          | CI              | 2               | 0               | -                  | -                  | -                  | -           | -           | -           | 29     | 2      |
| 2000-2001       | Bari            | A               | 21         | 1          | CI              | 0               | 0               | -                  | -                  | -                  | -           | -           | -           | 21     | 1      |
| Totale Bari     | Totale Bari     | Totale Bari     | 86         | 5          |                 | 7               | 1               |                    | -                  | -                  |             | -           | -           | 93     | 6      |
| 2001-2002       | Vicenza         | B               | 34         | 5          | CI              | 3               | 0               | -                  | -                  | -                  | -           | -           | -           | 37     | 5      |
| 2002-2003       | Vicenza         | B               | 36         | 6          | CI              | 5               | 1               | -                  | -                  | -                  | -           | -           | -           | 41     | 7      |
| Totale Vicenza  | Totale Vicenza  | Totale Vicenza  | 70         | 11         |                 | 8               | 1               |                    | -                  | -                  |             | -           | -           | 78     | 12     |
| 2003-2004       | Atalanta        | B               | 45         | 6          | CI              | 1               | 0               | -                  | -                  | -                  | -           | -           | -           | 46     | 6      |
| 2004-2005       | Atalanta        | A               | 35         | 4          | CI              | 8               | 1               | -                  | -                  | -                  | -           | -           | -           | 43     | 5      |
| 2005-2006       | Atalanta        | B               | 28         | 2          | CI              | 0               | 0               | -                  | -                  | -                  | -           | -           | -           | 28     | 2      |
| Totale Atalanta | Totale Atalanta | Totale Atalanta | 108        | 12         |                 | 9               | 1               |                    | -                  | -                  |             | -           | -           | 117    | 13     |
| 2006-2007       | Chievo          | A               | 25         | 1          | CI              | 4               | 1               | UCL+CU             | 2+2                | 0                  | -           | -           | -           | 33     | 2      |
| 2007-2008       | Chievo          | B               | 30         | 7          | CI              | 1               | 0               | -                  | -                  | -                  | -           | -           | -           | 31     | 7      |
| 2008-2009       | Chievo          | A               | 34         | 5          | CI              | 1               | 0               | -                  | -                  | -                  | -           | -           | -           | 35     | 5      |
| 2009-2010       | Chievo          | A               | 30         | 4          | CI              | 1               | 0               | -                  | -                  | -                  | -           | -           | -           | 31     | 4      |
| 2010-2011       | Chievo          | A               | 26         | 2          | CI              | 2               | 0               | -                  | -                  | -                  | -           | -           | -           | 28     | 2      |
| Totale Chievo   | Totale Chievo   | Totale Chievo   | 145        | 19         |                 | 9               | 1               |                    | 4                  | 0                  |             | -           | -           | 158    | 20     |
| 2011-2012       | Padova          | B               | 34         | 1          | CI              | 1               | 0               | -                  | -                  | -                  | -           | -           | -           | 35     | 1      |
| 2012-2013       | Lumezzane       | 1D              | 26         | 2          | CI+CI-LP        | 1+0             | 1               | -                  | -                  | -                  | -           | -           | -           | 27     | 3      |
| Totale carriera | Totale carriera | Totale carriera | 536        | 53         |                 | 35              | 5               |                    | 4                  | 0                  |             | -           | -           | 575    | 58     |

### Statistiche da allenatore
Statistiche aggiornate al 24 aprile 2022. In grassetto le competizioni vinte.
| Stagione           | Squadra            | Campionato         | Campionato | Campionato | Campionato | Campionato | Coppe nazionali | Coppe nazionali | Coppe nazionali | Coppe nazionali | Coppe nazionali | Coppe continentali | Coppe continentali | Coppe continentali | Coppe continentali | Coppe continentali | Altre coppe | Altre coppe | Altre coppe | Altre coppe | Altre coppe | Totale | Totale | Totale | Totale | % Vittorie | Piazzamento    |
| Stagione           | Squadra            | Comp               | G          | V          | N          | P          | Comp            | G               | V               | N               | P               | Comp               | G                  | V                  | N                  | P                  | Comp        | G           | V           | N           | P           | G      | V      | N      | P      | %          | Piazzamento    |
| ------------------ | ------------------ | ------------------ | ---------- | ---------- | ---------- | ---------- | --------------- | --------------- | --------------- | --------------- | --------------- | ------------------ | ------------------ | ------------------ | ------------------ | ------------------ | ----------- | ----------- | ----------- | ----------- | ----------- | ------ | ------ | ------ | ------ | ---------- | -------------- |
| 2013-2014          | Lumezzane          | 1D                 | 30         | 7          | 8          | 15         | CI+CI-LP        | 2+1             | 1+0             | 1+0             | 0+1             | -                  | -                  | -                  | -                  | -                  | -           | -           | -           | -           | -           | 33     | 8      | 9      | 16     | 24,24      | 14º            |
| 2014-2015          | Real Vicenza       | LP                 | 33         | 10         | 15         | 8          | CI-LP           | 2               | 1               | 1               | 0               | -                  | -                  | -                  | -                  | -                  | -           | -           | -           | -           | -           | 35     | 11     | 16     | 8      | 31,43      | Eson., Sub. 7º |
| lug.-dic. 2015     | Pavia              | LP                 | 15         | 6          | 5          | 4          | CI+CI-LP        | 4+2             | 3+1             | 0+0             | 1+1             | -                  | -                  | -                  | -                  | -                  | -           | -           | -           | -           | -           | 21     | 10     | 5      | 6      | 47,62      | Eson.          |
| 2016-2017          | Santarcangelo      | LP                 | 38         | 13         | 13         | 12         | CI-LP           | 2               | 0               | 2               | 0               | -                  | -                  | -                  | -                  | -                  | -           | -           | -           | -           | -           | 40     | 13     | 15     | 12     | 32,50      | 11º            |
| nov. 2017-2018     | Alessandria        | C                  | 22+2       | 12+1       | 8          | 2+1        | CI+CI-C         | 0+7             | 0+4             | 0+3             | 0+0             | -                  | -                  | -                  | -                  | -                  | -           | -           | -           | -           | -           | 31     | 17     | 11     | 3      | 54,84      | Sub. 4º        |
| nov. 2018-2019     | AlbinoLeffe        | C                  | 25         | 8          | 9          | 8          | CI-C            | 1               | 0               | 0               | 1               | -                  | -                  | -                  | -                  | -                  | -           | -           | -           | -           | -           | 26     | 8      | 9      | 9      | 30,77      | Sub. 13º       |
| 2019-mar. 2020     | Chievo             | B                  | 26         | 9          | 10         | 7          | CI              | 2               | 0               | 1               | 1               | -                  | -                  | -                  | -                  | -                  | -           | -           | -           | -           | -           | 28     | 9      | 11     | 8      | 32,14      | Eson.          |
| nov.-dic. 2020     | Novara             | C                  | 7          | 0          | 4          | 3          | CI              | -               | -               | -               | -               | -                  | -                  | -                  | -                  | -                  | -           | -           | -           | -           | -           | 7      | 0      | 4      | 3      | &0,00      | Sub., Eson.    |
| 2021-2022          | AlbinoLeffe        | C                  | 38         | 10         | 15         | 13         | CI-C            | 4               | 1               | 2               | 1               | -                  | -                  | -                  | -                  | -                  | -           | -           | -           | -           | -           | 42     | 11     | 17     | 14     | 26,19      | 12º            |
| Totale AlbinoLeffe | Totale AlbinoLeffe | Totale AlbinoLeffe | 63         | 18         | 24         | 21         |                 | 5               | 1               | 2               | 2               |                    | -                  | -                  | -                  | -                  |             | -           | -           | -           | -           | 68     | 19     | 26     | 23     | 27,94      |                |
| Totale carriera    | Totale carriera    | Totale carriera    | 236        | 76         | 87         | 73         |                 | 27              | 11              | 10              | 6               |                    | -                  | -                  | -                  | -                  |             | -           | -           | -           | -           | 263    | 87     | 97     | 79     | 33,08      |                |

#### Nazionale nel dettaglio
Statistiche aggiornate al 10 settembre 2024.
| 2023         | Malta        | Qual. Euro 2024               | 5° nel gruppo C (non qualificata) | 8  | 0 | 0 | 8  | &0,00 | 2 | 20 | -18 |
| 2024         | Malta        | UEFA Nations League 2024-2025 | esonerato                         | 2  | 1 | 0 | 1  | 50,00 | 1 | 2  | -1  |
| Dal 2022     | Malta        | Amichevoli                    |                                   | 6  | 2 | 2 | 2  | 33,33 | 5 | 11 | -6  |
| Totale Malta | Totale Malta | Totale Malta                  | Totale Malta                      | 16 | 3 | 2 | 11 | 18,75 | 8 | 33 | -25 |

#### Panchine da commissario tecnico della nazionale maltese
| Cronologia completa delle presenze e delle reti in nazionale ― Malta | Cronologia completa delle presenze e delle reti in nazionale ― Malta | Cronologia completa delle presenze e delle reti in nazionale ― Malta | Cronologia completa delle presenze e delle reti in nazionale ― Malta | Cronologia completa delle presenze e delle reti in nazionale ― Malta | Cronologia completa delle presenze e delle reti in nazionale ― Malta | Cronologia completa delle presenze e delle reti in nazionale ― Malta | Cronologia completa delle presenze e delle reti in nazionale ― Malta |
| Data                                                                 | Città                                                                | In casa                                                              | Risultato                                                            | Ospiti                                                               | Competizione                                                         | Reti                                                                 | Note                                                                 |
| -------------------------------------------------------------------- | -------------------------------------------------------------------- | -------------------------------------------------------------------- | -------------------------------------------------------------------- | -------------------------------------------------------------------- | -------------------------------------------------------------------- | -------------------------------------------------------------------- | -------------------------------------------------------------------- |
| 23-3-2023                                                            | Skopje                                                               | Macedonia del Nord                                                   | 2 – 1                                                                | Malta                                                                | Qual. Euro 2024                                                      | Yannick Yankam                                                       | Cap: S. Borg                                                         |
| 26-3-2023                                                            | Ta' Qali                                                             | Malta                                                                | 0 – 2                                                                | Italia                                                               | Qual. Euro 2024                                                      | -                                                                    | Cap: S. Borg                                                         |
| 9-6-2023                                                             | Lussemburgo                                                          | Lussemburgo                                                          | 0 – 1                                                                | Malta                                                                | Amichevole                                                           | Kyrian Nwoko                                                         | Cap: S. Borg                                                         |
| 16-6-2023                                                            | Ta' Qali                                                             | Malta                                                                | 0 – 4                                                                | Inghilterra                                                          | Qual. Euro 2024                                                      | -                                                                    | Cap: S. Borg                                                         |
| 19-6-2023                                                            | Trnava                                                               | Ucraina                                                              | 1 – 0                                                                | Malta                                                                | Qual. Euro 2024                                                      | -                                                                    | Cap: S. Borg                                                         |
| 6-9-2023                                                             | Ta' Qali                                                             | Malta                                                                | 1 – 0                                                                | Gibilterra                                                           | Amichevole                                                           | Joseph Mbong                                                         | Cap: S. Borg                                                         |
| 12-9-2023                                                            | Ta' Qali                                                             | Malta                                                                | 0 – 2                                                                | Macedonia del Nord                                                   | Qual. Euro 2024                                                      | -                                                                    | Cap: S. Borg                                                         |
| 14-10-2023                                                           | Bari                                                                 | Italia                                                               | 4 – 0                                                                | Malta                                                                | Qual. Euro 2024                                                      | -                                                                    | Cap: M. Guillaumier                                                  |
| 17-10-2023                                                           | Ta' Qali                                                             | Malta                                                                | 1 – 3                                                                | Ucraina                                                              | Qual. Euro 2024                                                      | Paul Mbong                                                           | Cap: S. Borg                                                         |
| 17-11-2023                                                           | Londra                                                               | Inghilterra                                                          | 2 – 0                                                                | Malta                                                                | Qual. Euro 2024                                                      | -                                                                    | Cap: S. Borg                                                         |
| 21-3-2024                                                            | Ta' Qali                                                             | Malta                                                                | 2 – 2                                                                | Slovenia                                                             | Amichevole                                                           | Matthew Guillaumier Steve Pisani                                     | Cap: S. Borg                                                         |
| 26-3-2024                                                            | Ta' Qali                                                             | Malta                                                                | 0 – 0                                                                | Bielorussia                                                          | Amichevole                                                           | -                                                                    | Cap: M. Guillaumier                                                  |
| 7-6-2024                                                             | Grödig                                                               | Rep. Ceca                                                            | 7 – 1                                                                | Malta                                                                | Amichevole                                                           | Joseph Mbong                                                         | Cap: S. Borg                                                         |
| 11-6-2024                                                            | Grödig                                                               | Malta                                                                | 0 – 2                                                                | Grecia                                                               | Amichevole                                                           | -                                                                    | Cap: M. Guillaumier                                                  |
| 7-9-2024                                                             | Chișinău                                                             | Moldavia                                                             | 2 – 0                                                                | Malta                                                                | UEFA Nations League 2024-2025 - 1º turno                             | -                                                                    | Cap: M. Guillaumier                                                  |
| 10-9-2024                                                            | Andorra la Vella                                                     | Andorra                                                              | 0 – 1                                                                | Malta                                                                | UEFA Nations League 2024-2025 - 1º turno                             | Ryan Camenzuli                                                       | Cap: M. Guillaumier                                                  |
| Totale                                                               |                                                                      | Presenze                                                             | 16                                                                   |                                                                      | Reti                                                                 | 8                                                                    |                                                                      |

## Palmarès

### Giocatore
- Campionato italiano di Serie B: 2

Atalanta: 2005-2006
Chievo: 2007-2008

### Allenatore
- Coppa Italia Serie C: 1

Alessandria: 2017-2018